# Ferreyrella
Ferreyrella é um género botânico pertencente à família Asteraceae.